# کولیکوفسکایا
کولیکوفسکایا (به لاتین: Kulikovskaya) یک منطقهٔ مسکونی در روسیه است که در استان آرخانگلسک واقع شده‌است.